# Проходження Венери перед диском Сонця

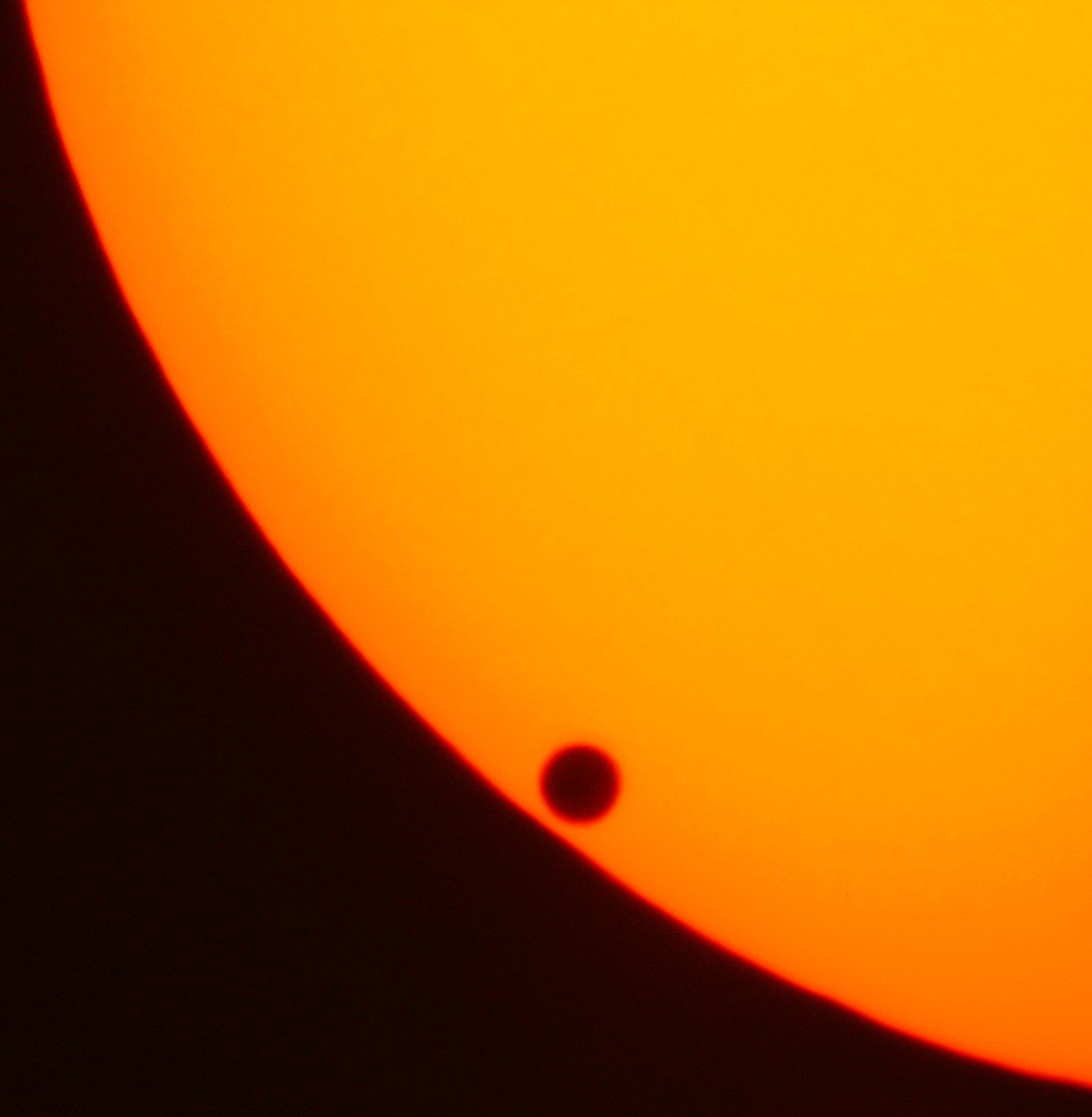
Транзит Венери 2004 року

Проходження Венери перед диском Сонця (або проходження Вене́ри на тлі диску Сонця) — астрономічне явище, яке спостерігається, коли планета Венера під час свого орбітального руху опиняється на лінії між Землею та Сонцем. Таким чином, диск Венери проєктується на диск Сонця й, відповідно, вона частково затемнює невелику ділянку диску Сонця, світло від якої не доходить до земного спостерігача. Під час проходження Венеру можна спостерігати з Землі як маленький темний об'єкт, що повільно «пересувається» видимим диском Сонця. Тривалість проходження становить кілька годин (наприклад, транзит Венери 2004 року тривав близько 6 годин). Явище транзиту Венери за своєю природою подібне до сонячного затемнення Місяцем. Попри те, що розміри Венери майже вчетверо перевищують розміри Місяця, кутовий розмір Венери на небі значно менший, бо вона розташована набагато далі від Землі, ніж Місяць. Внаслідок великої відстані до неї, планета Венера на вигляд  мала за кутовими розмірами й значно повільніше перетинає видимий диск Сонця, ніж Місяць під час сонячного затемнення. Спостереження транзитів Венери дали можливість астрономам приблизно обчислити відстань між Землею та Сонцем використовуючи принцип паралаксу.
Проходження Венери є доволі рідкісним астрономічним явищем. Загалом воно повторюється кожні 243 роки. Послідовність складається з двох пар проходжень. Між проходженнями у кожній парі минає вісім років. Пари повторюються через 121,5 та 105,5 років відповідно. Таким чином, період повторюваності становить 121,5+8+105,5+8 = 243 роки. Періодичність у 243 роки зумовлена тим, що сидеричний рік Землі співвідноситься із сидеричним періодом обертання Венери навколо Сонця приблизно як 8:13 або точніше — 243:395.
Останнє проходження Венери відбулося 5-6 червня 2012 року, передостаннє — у червні 2004. Попередня пара проходжень спостерігалася в грудні 1874 року та в грудні 1882 року. Наступна пара (після 2012 року) очікується в грудні 2117 р. та в грудні 2125 р.
Проходження Венери можна безпечно спостерігати, якщо застосовувати такі ж засоби спостереження, як у разі спостереження сонячного затемнення. Вишукування незахищеними очима темної цятки (диску Венери) на яскравому диску Сонця може спричинити серйозне пошкодження очей, яке не завжди можна вилікувати.

## Сполучення

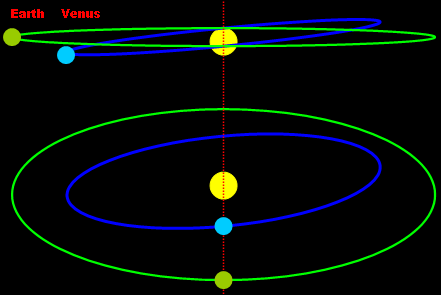
Діаграма транзиту Венери та кут між площинами орбіт Землі та Венери

Коли під час руху своєю орбітою Венера візуально наближається до Сонця (точніше кажучи, коли збігаються екліптичні довготи Сонця та Венери), то кажуть, що вона перебуває у сполученні. Саме в цей час, коли Венера сягає точки внутрішнього сполучення або перебуває поблизу неї, може спостерігатися явище транзиту Венери. Попри те, що площина орбіти Венери утворює кут 3,4° з площиною орбіти Землі, з погляду земного спостерігача Венера в момент її внутрішнього сполучення може відхилитися від напрямку на центр Сонця майже на 9,6° й перебувати над Сонцем або під ним, залежно від взаємного розташування цих трьох тіл. Оскільки кутовий діаметр Сонця становить приблизно 30' (кутових мінут), то під час звичайних сполучень Венера може пройти на кутовій відстані від Сонця, яка більша за 18 сонячних діаметрів.
Послідовність транзитів Венери повторюється кожні 243 роки. Річ у тому, що 243 сидеричні роки Землі становлять 88757,3 доби, водночас 395 сидеричних періодів Венери (224,701 земної доби) відповідають проміжку часу в 88756,9 земних діб. Таким чином, приблизно через 88 757 діб взаємне розташування Венери та Землі практично повторюється. 395 сидеричних періодів Венери відповідають 152 синодичним періодам (синодичний період Венери становить 583,9 земної доби).
Послідовність проміжків часу, через які відбуваються проходження Венери (105,5; 8; 121,5 та 8 років), не є сталою. Внаслідок невеликої різниці між 88 757,3 земних діб (243 сидеричні періоди Землі) та 88 756,9 земних діб (395 сидеричних періодів Венери) ці проміжки можуть дещо змінюватися. До 1518 року між послідовними проходженнями Венери були проміжки у 8; 113,5 та 121,5 років. Сучасна послідовність зміниться після 2846 року й складатиметься з проміжків у 105,5; 129,5 та 8 років. Таким чином, цикл у 243 роки є доволі стабільним, але кількість проходжень та проміжки між ними з часом змінюються.

## Стародавня історія знань про Венеру

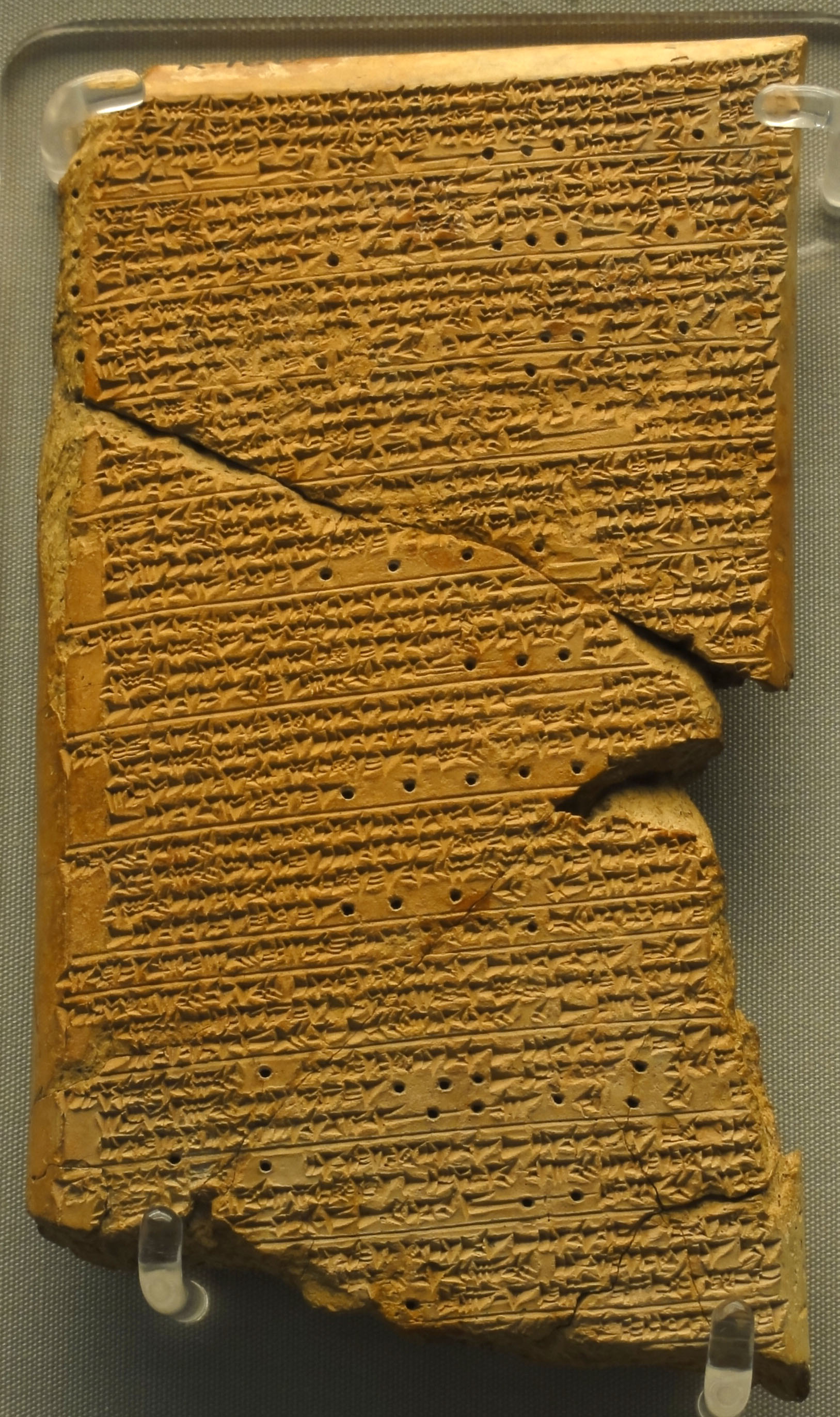
«Табличка Венери з Аммісадука» належить до астрологічних прогнозів нео-ассирійського періоду. Бібліотека Ашшурбаніпала, Британський музей, на сайті the British Museum.

Стародавні індуси, греки, єгиптяни, вавилоняни та китайці знали про Венеру й записували дані про її рух на небі. Античні греки вважали, що вечірня зоря Гесперус (Венера на небі після заходу Сонця) та вранішня зоря Фосфорус (Венера на небі перед сходом Сонця) — це два різні об'єкти. Відкриття, що ці обидва явища є спостереженнями однієї планети, належить Піфагору. Культ Венери був важливим також для стародавніх американських цивілізацій, зокрема для цивілізації мая, яка називала Венеру «Великою Зорею» (Но Ек) чи «Зорею-Осою» (Ксукс Ек). Вони звеличували Венеру у вигляді бога Кукулькан (відомий також як Ґукумац та Кетцалькоатль в інших місцевостях сучасної Мексики). У дрезденському кодексі народи мая описали повний цикл видимого пересування Венери на небосхилі, однак згадок про проходження Венери там немає. Наразі немає доказів, що якій-небудь із цих культур було відомо про явище проходження Венери.

## Наукові спостереження

### Науковий інтерес

Визначення сонячного паралаксу за допомогою спостережень проходження Венери.

У XVII столітті астрономи могли обчислити для кожної планети відносну відстань до Сонця (в одиницях відстані Земля—Сонце), проте абсолютна величина цієї відстані залишалася невідомою.
Науковий інтерес до спостережень транзитів Венери було зумовлено можливістю визначити відстань між Землею та Сонцем, а також оцінити розмір сонячної системи, застосовуючи метод паралаксу та третій закон Кеплера. Цей метод заснований на точних спостереженнях невеликої різниці в часі між моментами початку (чи кінця) проходження для спостерігачів, які розташовані в різних місцях земної кулі. Відстань між точками спостережень на Землі є базисом для вимірювання відстаней до Венери та до Сонця шляхом тріангуляції.

### Перші згадки проходжень Венери
1627 року Йоганн Кеплер став першим, хто передбачив проходження Венери 1631 року. На жаль, його розрахунки були не досить точними, щоб передбачити, що цього проходження не буде видно з більшості країн тодішньої Європи й, відповідно, ніхто не зміг підготуватися до спостереження цього рідкісного явища.

### Перші спостереження

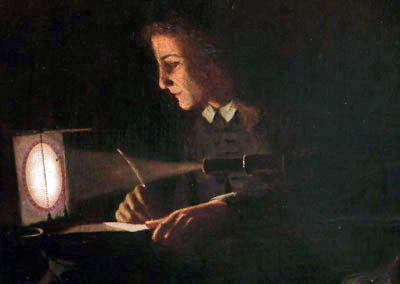
Єремія Горрокс вперше спостерігає проходження Венери 1639 року

Перше задокументоване спостереження транзиту Венери належить британському священнику Єремії Горроксу. Він і його друг Вільям Крабтрі вперше зробили це 4 грудня 1639 року.
Перші спостереження були невдалими через ефект чорної краплі — оптичне явище, коли протягом проходження здається, що диск Венери (Меркурія) і лімб Сонця з'єднує маленька чорна крапля, внаслідок чого складно точно встановити момент другого або третього контакту. Це призводило в XVIII ст. до невдач при спробах оцінити точне значення астрономічної одиниці за даними про проходження Венери.
8 грудня 1874 року французький астроном П'єр Жансен за допомогою винайденого ним «фотографічного револьвера» зняв у Японії серію зі 48 чорно-білих знімків, відому як «Проходження Венери». Вона є найстарішим фільмом у найбільшій базі даних вебсайту про кінематограф — IMDb і найстарішим у Letterboxd.

### 2012
Проходження Венери по диску Сонця 2012 року відбулося 5-6 червня. Ввечері, 5 червня його можна було спостерігати на північноамериканському континенті, а вранці 6 червня — з території країн північно-східної Африки, Європи та України. Повністю проходження спостерігалося 5-6 червня з ділянок, близьких до північного полюса, Сибіру, східної Азії та країн Океанії[джерело?].

## Списки попередніх та майбутніх транзитів

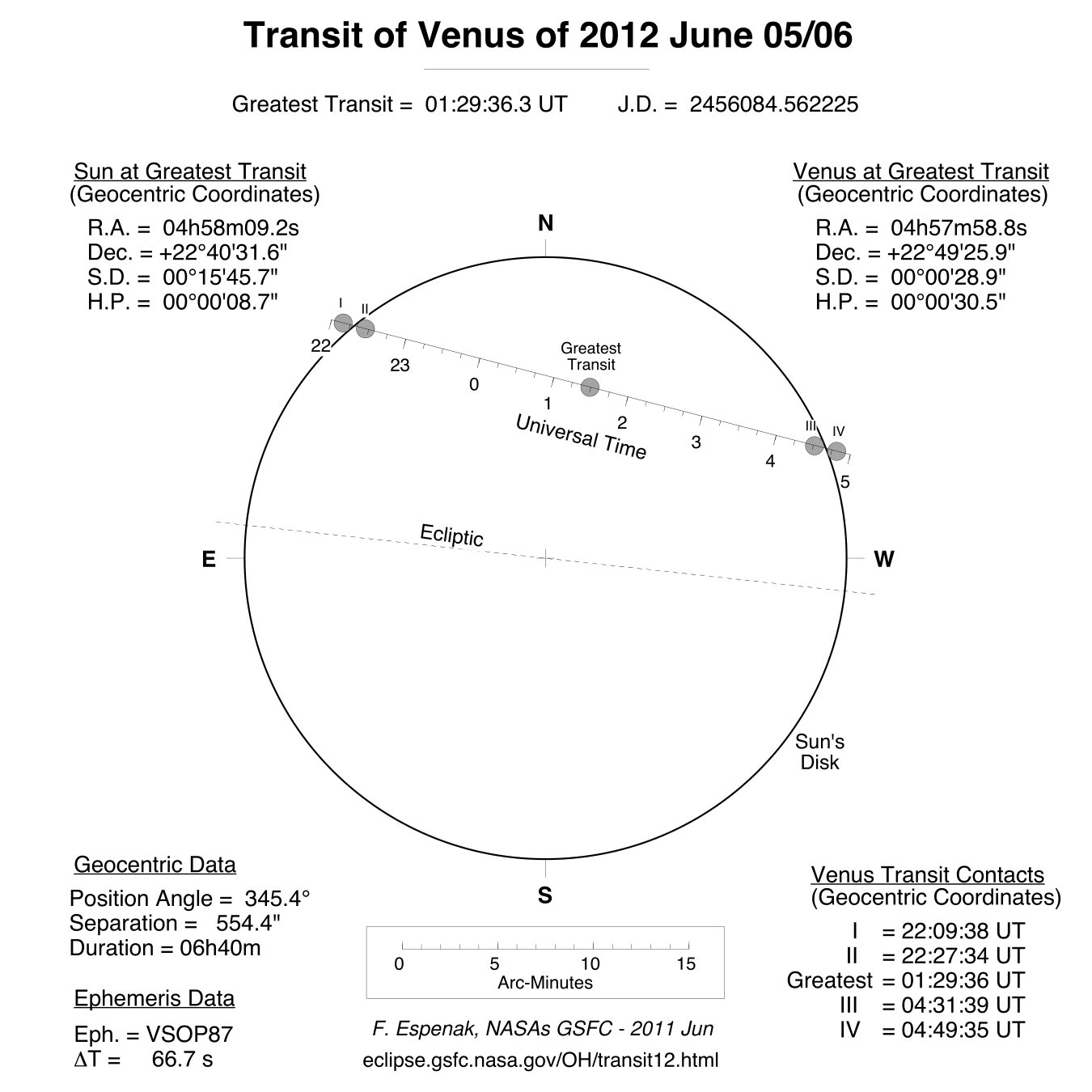
Проходження Венери по диску Сонця, 2012 рік.

NASA склало каталог транзитів Венери, що охоплює період з 2000 року до н.е. по 4000 рік н.е. Наразі транзити відбуваються лише в червні або грудні (див. таблиці), і час настання цих подій повільно зміщується, стаючи пізнішим приблизно на два дні за кожний 243-річний цикл. Транзити зазвичай відбуваються парами, майже в один і той самий день з різницею у вісім років. Це пояснюється тим, що тривалість восьми земних років майже дорівнює 13 рокам на Венері, тому кожні вісім років планети перебувають у приблизно однакових відносних положеннях. Таке приблизне зближення зазвичай призводить до пари транзитів, але воно не є достатньо точним для потрійного зближення, оскільки транзит починається на 22 години раніше щоразу. Останній непарний транзит відбувся у 1396 році. Наступний буде у 3089 році; у 2854 році (другий з пари 2846/2854), хоча Венера просто розминеться з Сонцем, якщо дивитися з земного екватора, частковий транзит буде видно з деяких частин південної півкулі.

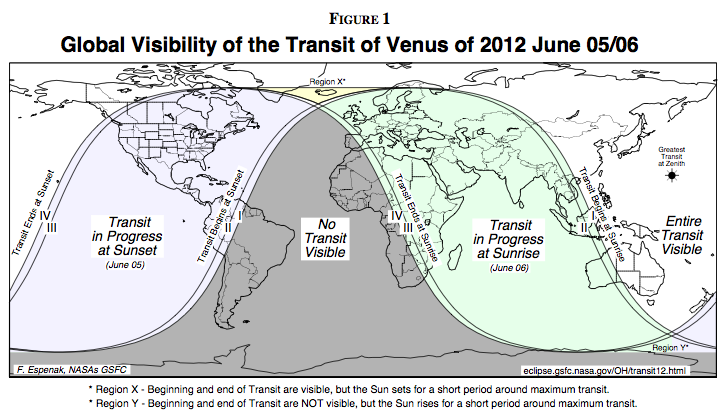
Видимість транзиту 2012 року.

Таким чином, через 243 роки транзити Венери повторюються. Транзит 1874 року входить до 243-річного циклу №1. Транзит 1882 року входить до циклу №2. Транзит 2004 року входить до циклу №3, а транзит 2012 року - до циклу №4. Транзит 2117 року входить до №1 і так далі. Однак висхідний вузол орбіти (на нього припадають транзити, що відбуваються в грудні) Венери зміщується на захід протягом 243-річного циклу, тому транзит 2854 року є останнім компонентом серії №3, а не серії №1. Нисхідний вузол (транзити, що припадають на червень) рухається на схід, тому транзит 3705 року є останнім компонентом серії №2. В проміжку від 123 000 року до н.е. до 127 000 року н.е. існує лише близько десяти 243-річних серій[джерело?].
| Дата(и) транзиту                        | Час транзиту (UTC) | Час транзиту (UTC) | Час транзиту (UTC) | Примітки |
| --------------------------------------- | ------------------ | ------------------ | ------------------ | --- |
| Дата(и) транзиту                        | Початок            | Середина           | Кінець             | Примітки |
| 23 листопада 1396 (Юліанський календар) | 15:45              | 19:27              | 23:09              | Останній непарний транзит |
| 25-26 травня 1518 (Юліанський календар) | 22:46              | 1:56               | 5:07               | |
| 23 травня 1526 (Юліанський календар)    | 16:12              | 19:35              | 21:48              | Останній транзит, який спостерігали до винаходу телескопа |
| 7 грудня 1631                           | 3:51               | 5:19               | 6:47               | Момент транзиту розрахований Кеплером. |
| 4 грудня 1639                           | 14:57              | 18:25              | 21:54              | Перший спостережуваний транзит. |
| 6 червня 1761                           | 2:02               | 5:19               | 8:37               | |
| 9 грудня 1874                           | 19:15              | 22:25              | 1:35               | |
| 6 грудня 1882                           | 1:49               | 4:07               | 6:26               | |
| 8 червня 2004                           | 13:57              | 17:06              | 20:15              | Транзит мав широке висвітлення в медіа, включно з прямими ефірами. |
| 5-6 червня 2012                         | 5:13               | 8:20               | 11:26              | Перший транзит, під час якого на орбіти навколо Венери обертався космічний апарат. Спостерігався з території Східної Азії та Тихого океану (повністю), а також Європи (кінець транзиту) |

| Дата(и) транзиту  | Час транзиту (UTC) | Час транзиту (UTC) | Час транзиту (UTC) | Примітки |
| ----------------- | ------------------ | ------------------ | ------------------ | -------- |
| Дата(и) транзиту  | Початок            | Середина           | Кінець             | Примітки |
| 10-11 грудня 2117 | 23:58              | 2:48               | 5:38               |          |
| 8 грудня 2125     | 13:15              | 16:01              | 18:48              |          |
| 11 червня 2247    | 8:42               | 11:33              | 14:25              |          |
| 9 червня 2255     | 1:08               | 4:38               | 8:08               |          |
| 12-13 грудня 2360 | 22:32              | 1:44               | 4:56               |          |
| 10 грудня 2368    | 12:29              | 14:45              | 17:01              |          |
| 12 червня 2490    | 11:39              | 14:17              | 16:55              |          |
| 10 червня 2498    | 3:48               | 7:25               | 11:02              |          |

## Зовнішні посилання
- Steven van Roode and François Mignard. Local transit times. Venustransit. Архів оригіналу за 4 червня 2012. Процитовано 26.06.2014. (англ.)
- Reanimating the 1882 Transit of Venus, in Sky and Telescope magazine online [Архівовано 14 березня 2007 у Wayback Machine.]
- Transit of Venus.org [Архівовано 2 січня 2021 у Wayback Machine.]
- The Transit of Venus: historical observations. Архів оригіналу за 4 квітня 2013. Процитовано 26.06.2014. (англ.)
- NASA — 2012 Transit of Venus Live Webcast and Celebration
- Arkan Simaan (May 2004). The transit of Venus across the Sun (PDF). PHYSICS EDUCATION (39(3)): 247—251. Архів оригіналу (PDF) за 25 жовтня 2007. Процитовано 13 квітня 2012. (англ.)
- The transit of Venus: a stroke of luck for teachers
- Nan Madol and transit of the Venus In 2012 [Архівовано 16 липня 2012 у Wayback Machine.]